# Estação Ferroviária de São Gemil
A Estação Ferroviária de São Gemil é uma interface ferroviária da Linha de Leixões, que servia a zona de Sangemil, entre os concelhos da Maia e o Porto, em Portugal. Teve serviço de passageiros até finais do séc. XX e brevemente em 2009-2011, tendo sido novamente reativado para este serviço a 9 de fevereiro de 2025.

## Descrição
O edifício de passageiros situa-se no ângulo formado entre as duas ferrovias que aqui se bifurcam — a sul da Concordância de São Gemil e a norte da Linha de Leixões. Está decorado com painéis de azulejos polícromos de temática campestre, produzidas pelas oficinas de Leopoldo Battistini, director artístico da Fábrica Constância, em Lisboa. Em dados de 2010, esta estação apresenta quatro vias de circulação, com comprimentos entre os 437 e 593 m; as duas gares têm 83 e 30 m de extensão, e 40 cm de altura.

### Localização e acessos
Esta gare tem acesso pela Rua Doutor António dos Santos, na zona da Rua de Sangemil, entre os concelhos da Maia e do Porto.

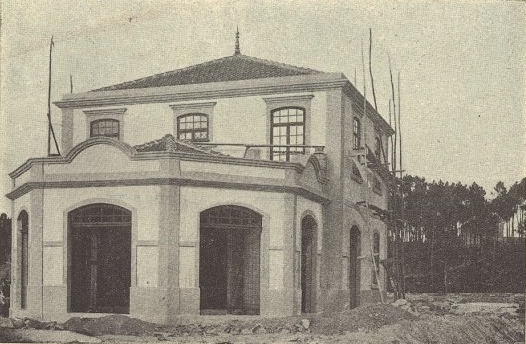
Obras de construção da estação de São Gemil.

## História

### Construção
Por concurso público de 27 de Janeiro de 1931, foi adjudicado o conjunto dos trabalhos complementares da Linha de Leixões ao empresário Waldemar Jara d'Orey, empreitada que incluía a instalação da via entre Contumil e Leixões, com o entroncamento em São Gemil para Ermesinde, e a construção de todas as estações e apeadeiros, com comunicações telefónicas. Em Abril de 1934, estava em construção uma avenida de acesso à estação de São Gemil, e em Julho, o Ministério das Obras Públicas já tinha aprovado o processo de expropriação de terrenos junto à estação, para a futura construção de um edifício de habitação do pessoal. Em 1937, a empresa de José Maria dos Santos & Santos foi contratada pelo Ministério das Obras Públicas para a realização da empreitada n.º 9 da Linha de Cintura do Porto, correspondente à instalação de iluminação eléctrica em várias estações desta linha, incluindo São Gemil.

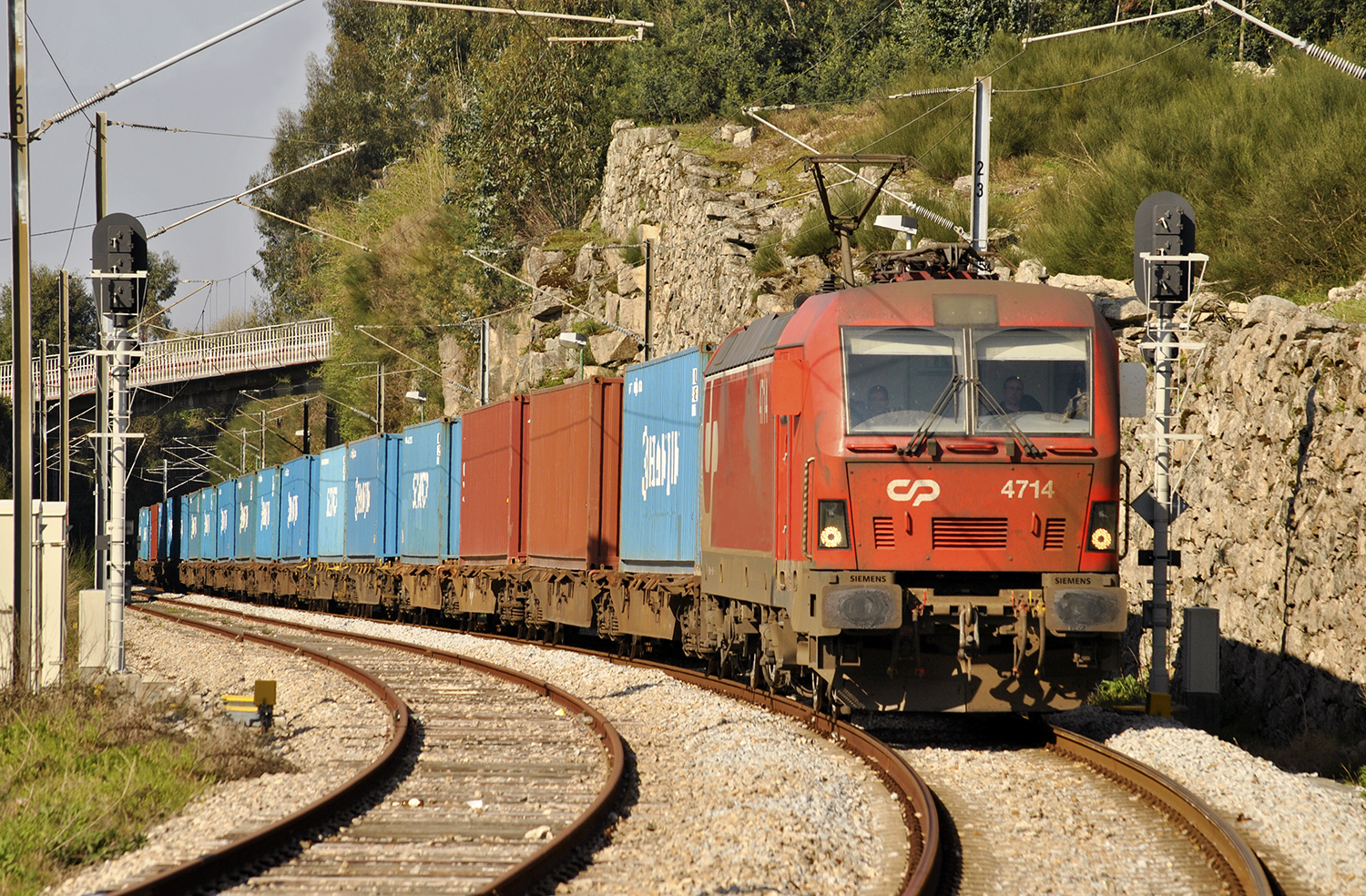
Comboio de mercadorias a entrar na estação de São Gemil pela concordância, em 2013.

### Inauguração e expansão
O troço entre as Estações de Contumil e Leixões da Linha de Leixões abriu à exploração em 18 de Setembro de 1938.
Em 1942, a Companhia dos Caminhos de Ferro Portugueses instalou 3 semáforos nesta estação.

### Século XXI
Em 1 de Fevereiro de 2011, todos os serviços ferroviários de passageiros na Linha de Leixões, que se tinham iniciado em Setembro de 2009, foram encerrados pela operadora Comboios de Portugal, alegando reduzida procura.

A 9 de fevereiro foi reposto o serviço de passageiros na Linha de Leixões, até Leça do Balio, e, consequentemente, a reabertura deste interface. Ao contrário do serviço que operou entre 2009 e 2011, haverá ligação direta a Campanhã através da Linha de Leixões, servindo também, deste modo, a Estação de Contumil.